# Rivière Barley
Pour les articles homonymes, voir Barley.
La rivière Barley est un affluent de la rive est de la partie supérieure de la rivière Malbaie, coulant dans le territoire non organisé de Lac-Pikauba, dans la municipalité régionale de comté (MRC) de Charlevoix, dans la région administrative de la Capitale-Nationale, dans la province de Québec, au Canada. Ce cours d'eau traverse successivement la zec des Martres, puis la réserve faunique des Laurentides.
La partie inférieure de cette vallée est desservie grâce à la route 381. La partie supérieure est desservie par la route forestière R0305 laquelle passe sur la rive sud du lac Barley pour les besoins de la foresterie. La sylviculture constitue la principale activité économique de cette vallée ; les activités récréotouristiques, en second.
À cause de l'altitude, la surface de la rivière Barley est généralement gelée de la fin de novembre jusqu'au début de avril ; toutefois la circulation sécuritaire sur la glace se fait généralement du début décembre jusqu'à la fin mars. Le niveau de l'eau de la rivière varie selon les saisons et les précipitations ; la crue printanière survient généralement en avril.

## Géographie
La rivière Barley prend sa source du lac Wabano (longueur : 0,8 km ; altitude : 861 m) enclavé entre les montagnes, situé en zone forestière dans le territoire non organisé de Lac-Pikauba dans la zec des Martres. L'embouchure du lac Wabano est située au sud-ouest, à :
- 12,5 km au sud-ouest de la confluence de la rivière des Martres et de la rivière Malbaie ;
- 39,5 km à l'ouest du centre-ville de La Malbaie ;
- 41,7 km au nord-ouest du centre-ville de Baie-Saint-Paul[1].

À partir de sa source, le cours de la rivière Barley descend sur 16,4 km dans une vallée généralement encaissée, avec une dénivellation de 231 m, selon les segments suivants :
- 2,3 km l'ouest, notamment en traversant sur 1,5 km le lac Lesclache (longueur : 2,1 km dans le sens nord-sud ; altitude : 817 m), jusqu'à son embouchure ;
- 4,1 km l'ouest, notamment en traversant le lac Barley (longueur : 3,5 km comportant une presqu'île s'étirant sur 1,0 m vers le nord ; altitude : 802 m) dans sa pleine longueur, jusqu'au barrage à son embouchure ;
- 3,2 km le sud-ouest en formant une petite boucle vers le nord pour recueillir la décharge (venant du nord) du lac Évanturel, en traversant une zone de rapides, puis traversant le Lac du Coq (longueur : 1,9 km ; altitude : 766 m) sur sa pleine longueur, jusqu'au barrage à son embouchure. Note : Le Lac du Coq reçoit par le sud-est la décharge de trois petits lacs ;
- 1,5 km vers le sud-ouest en traversant une série de rapides et en recueillant un ruisseau (venant du nord), puis vers l'ouest en traversant deux séries de rapides, jusqu’à la décharge (venant du sud) du Petit lac Barley ;
- 2,3 km vers le nord-ouest, jusqu'à la décharge (venant du nord-est) du lac Joncas ;
- 3,0 km vers le nord-ouest en traversant une série de rapides, jusqu'à son embouchure[1].

La rivière Barley se déverse sur la rive ouest de la rivière Malbaie, dans le territoire non organisé de Lac-Pikauba, dans la réserve faunique des Laurentides. Cette embouchure est située à :
- 1,7 km à l'est d'une sommet de montagne (altitude : 984 m) ;
- 15,2 km en aval de l'embouchure de la Petite rivière Malbaie ;
- 47,6 km au nord-ouest du centre-ville de Baie-Saint-Paul ;
- 51,0 km à l'ouest du centre-ville de La Malbaie[1].

À partir de l'embouchure de la rivière Barley, le courant descend sur 108 km avec une dénivellation de 656 m en suivant le cours de la rivière Malbaie laquelle se déverser à La Malbaie dans le fleuve Saint-Laurent.

## Toponymie
Au cours de l'histoire la graphie de ce toponyme a connu les variantes : Berly, Berley et à Berley. En 1927, la graphie actuelle Barley est finalement fixée. Ce toponyme évoque l'œuvre de vie de Pierre Berly, Amérindien d'origine abénaquise qui campait dans la région. Il exploitait à la décharge du lac une fosse à truites connue sous le nom de "Trou à Berly". Le toponyme "Lac Barley" parait sous la graphie « Lac Berley », du nom d'un vieil Abénaki, Pierre Berley, dans l'ouvrage de Thomas Fortin, Le dernier des coureurs de bois, par Damase Potvin, 1945, page 211. Cette dénomination toponymique a été approuvée le 1963-07-03 par la Commission de géographie du Québec.
Le toponyme « rivière Barley» a été officialisé le 5 décembre 1968 à la Banque des noms de lieux de la Commission de toponymie du Québec.